# Makoto Kobayashi
Makoto Kobayashi (小林 誠, Kobayashi Makoto) (Nagoya, 7 de abril de 1944) é um físico japonês.
Foi laureado com o Nobel da Física de 2008, juntamente com Toshihide Maskawa e Yoichiro Nambu, "pela descoberta da origem da violação da simetria, que prediz a existência de pelo menos três famílias de quarks na natureza." 
Seu artigo "Violação CP na teoria renormalizável da interação fraca"  (1973), escrito com Maskawa, está entre os três documentos de energia física mais citados..
Como resultado deste trabalho, foi desenhada a matriz Cabibbo-Kobayashi-Maskawa (matriz CKM), que define os parâmetros de mistura entre quarks. O ansatz CKM postulou a existência de uma terceira geração de quarks - hipótese confirmada experimentalmente quatro anos depois, com a descoberta do quark bottom.